# Південнівська міська рада
Південнівська міська́ ра́да — орган місцевого самоврядування Южненської міської територіальної громади Одеського району Одеської області. Утворена в 1993 році як Южненська міська рада. З 2020 року — рада територіальної громади. Сучасна назва з 2024 року.

## Склад ради
Рада складається з 26 депутатів та Южненського міського голови.
- Голова ради: Новацький Володимир Миколайович
- Секретар ради: Чугунников Ігор Васильович

### Керівний склад попередніх скликань
| ПІБ                             | Основні відомості                                                       | Дата обрання | Дата звільнення |
| ------------------------------- | ----------------------------------------------------------------------- | ------------ | --------------- |
| Новацький Володимир Миколайович | Міський голова, 1957 року народження, освіта вища, член Народної партії | 26.03.2006   | 31.10.2010      |
| Новацький Володимир Миколайович | Міський голова, 1957 року народження, освіта вища, член Народної партії | 31.10.2010   | 25.10.2015      |
| Новацький Володимир Миколайович | Міський голова, 1957 року народження, освіта вища, безпартійний         | 25.10.2015   | 25.10.2020      |
| Новацький Володимир Миколайович | Міський голова, 1957 року народження, освіта вища, безпартійний         | 25.10.2020   |                 |

Примітка: таблиця складена за даними джерела

### Депутати
За результатами місцевих виборів 2010 року депутатами ради стали:

#### За суб'єктами висування
| Суб'єкт висування                                       | Кількість обраних депутатів | %    |
| ------------------------------------------------------- | --------------------------- | ---- |
| Партія регіонів                                         | 22                          | 61,1 |
| Народна партія                                          | 6                           | 16,7 |
| Всеукраїнське політичне об'єднання «Жінки за майбутнє»  | 2                           | 5,6  |
| Політична партія Всеукраїнське об'єднання «Батьківщина» | 2                           | 5,6  |
| Політична партія «Фронт Змін»                           | 2                           | 5,6  |
| Комуністична партія України                             | 1                           | 2,8  |
| Політична партія «Сильна Україна»                       | 1                           | 2,8  |

#### За округами
| № округу                                                      | Прізвище, ім'я, по батькові       | Дата визнання обраним | Освіта         | Партійна приналежність                                          | Відомості про обраного депутата                                                  |
| ------------------------------------------------------------- | --------------------------------- | --------------------- | -------------- | --------------------------------------------------------------- | -------------------------------------------------------------------------------- |
| Комуністична партія України                                   |                                   |                       |                |                                                                 |                                                                                  |
| 8                                                             | Назаренко Вадим Геннадійович      | 03.11.2010            | Освіта вища    | позапартійний                                                   | ВАТ «ОПЗ» ФСК, головний інженер                                                  |
| Народна Партія                                                |                                   |                       |                |                                                                 |                                                                                  |
| б/м                                                           | Лиманський Роман Васильович       | 03.11.2010            | Освіта вища    | член Народної партії                                            | КЗ «Южненська міська лікарня», головний лікар                                    |
| б/м                                                           | Обухов Сергій Андрійович          | 03.11.2010            | Освіта вища    | позапартійний                                                   | ДП "Морський торговельний порт «Южний», начальник відділу розвитку та інвестицій |
| б/м                                                           | Назаренко Сергій Миколайович      | 05.11.2010            | Освіта вища    | член Народної партії                                            | ВАТ «Одеській припортовий завод», заступник директора                            |
| б/м                                                           | Шумейко Надія Олександрівна       | 06.11.2010            | Освіта вища    | член Народної партії                                            | виконавчий комітет Южненської міської ради, заступник міського голови            |
| 11                                                            | Шегида Віктор Іванович            | 03.11.2010            | Освіта вища    | член Народної партії                                            | ВАТ «ОПЗ» ФСК «Хімік», заступник голови                                          |
| 13                                                            | Дрібноход Володимир Якович        | 03.11.2010            | Освіта вища    | позапартійний                                                   | ВАТ «ОПЗ», голова профкому                                                       |
| Партія «Жінки за майбутнє» Всеукраїнське політичне об'єднання |                                   |                       |                |                                                                 |                                                                                  |
| б/м                                                           | Макогоненко Тетяна Іванівна       | 03.11.2010            | Освіта вища    | член «Жінки за майбутнє» Всеукраїнського політичного об'єднання | пенсіонер                                                                        |
| 14                                                            | Верба Ольга Василівна             | 03.11.2010            | Освіта вища    | член «Жінки за майбутнє» Всеукраїнського політичного об'єднання | загальноосвітня школа № 1, директор                                              |
| Партія регіонів                                               |                                   |                       |                |                                                                 |                                                                                  |
| б/м                                                           | Любівий Дмитро Валерійович        | 03.11.2010            | Освіта вища    | член Партії регіонів                                            | Южненська міська рада, секретар                                                  |
| б/м                                                           | Козак Сергій Романович            | 03.11.2010            | Освіта вища    | член Партії регіонів                                            | ВАТ «Одеський припортовий завод», енергетик цеху                                 |
| б/м                                                           | Кукушкін Ілля Іванович            | 03.11.2010            | Освіта вища    | член Партії регіонів                                            | приватний підприємець                                                            |
| б/м                                                           | Прохоров Дмитро Анатолійович      | 03.11.2010            | Освіта вища    | член Партії регіонів                                            | ВАТ «Одеслифт», начальник дільниці                                               |
| б/м                                                           | Чертіліна Галина Вікторівна       | 03.11.2010            | Освіта вища    | член Партії регіонів                                            | Южненська міська рада, начальник відділу державного реєстру виборців             |
| б/м                                                           | Литвинчук Еллада Дмитрівна        | 03.11.2010            | Освіта середня | член Партії регіонів                                            | Южненська міська організація Партії регіонів, юрист                              |
| б/м                                                           | Лебідь Андрій Сергійович          | 05.11.2010            | Освіта вища    | член Партії регіонів                                            | ЮМКП «Южтранс», начальник майстерні                                              |
| б/м                                                           | Чабанов Володимир Олександрович   | 05.11.2010            | Освіта вища    | член Партії регіонів                                            | ЮМКП «Южтранс», директор                                                         |
| 1                                                             | Баранюк Андрій Борисович          | 03.11.2010            | Освіта вища    | член Партії регіонів                                            | ДП "МТП «Южний», головний інженер автобази                                       |
| 2                                                             | Кулик Валерій Сергійович          | 03.11.2010            | Освіта вища    | член Партії регіонів                                            | ДП "МТП «Южний», начальник порто флоту                                           |
| 3                                                             | Яблунівський Анатолій Миколайович | 03.11.2010            | Освіта вища    | член Партії регіонів                                            | ДП "МТП «Южний», начальник ВРР-2                                                 |
| 4                                                             | Бойченко Андрій Сергійович        | 03.11.2010            | Освіта вища    | член Партії регіонів                                            | ДП "МТП «Южний», докер-механізатор                                               |
| 5                                                             | Гречкін Олександр Миколайович     | 03.11.2010            | Освіта вища    | член Партії регіонів                                            | ДП "МТП «Южний», капітан судна                                                   |
| 6                                                             | Дінул Світлана Василівна          | 03.11.2010            | Освіта вища    | член Партії регіонів                                            | ДП "МТП «Южний», ізолювальник                                                    |
| 7                                                             | Басалкіна Наталя Анатоліївна      | 03.11.2010            | Освіта вища    | член Партії регіонів                                            | КЗ «ЮМЛ», лікар                                                                  |
| 9                                                             | Ларіонов Володимир Михайлович     | 03.11.2010            | Освіта вища    | член Партії регіонів                                            | ООДА управління преси та інформації, начальник відділу                           |
| 10                                                            | Помогаєв Олександр Іванович       | 03.11.2010            | Освіта вища    | член Партії регіонів                                            | ПП «Кречет», директор                                                            |
| 12                                                            | Шестов Андрій Вікторович          | 03.11.2010            | Освіта вища    | член Партії регіонів                                            | ВАТ «ОПЗ», майстер                                                               |
| 15                                                            | Тростян Олег Іванович             | 03.11.2010            | Освіта вища    | позапартійний                                                   | приватний підприємець                                                            |
| 16                                                            | Чугунников Ігор Васильович        | 03.11.2010            | Освіта вища    | член Партії регіонів                                            | КПТМ «Южтеплокомуненерго», директор                                              |
| 17                                                            | Малкіна Наталія Миколаївна        | 03.11.2010            | Освіта вища    | член Партії регіонів                                            | КПТМ «Южтеплокомуненерго», інженер відділу охорони праці                         |
| 18                                                            | Єгріщін Михайло Єгорович          | 03.11.2010            | Освіта вища    | член Партії регіонів                                            | ВАТ «ОПЗ», начальник цеху                                                        |
| Політична партія Всеукраїнське об'єднання «Батьківщина»       |                                   |                       |                |                                                                 |                                                                                  |
| б/м                                                           | Яценко Вадим Петрович             | 03.11.2010            | Освіта вища    | член Всеукраїнського об'єднання «Батьківщина»                   | ДП "Морський торговельний порт «Южний», радник начальника порту                  |
| б/м                                                           | Тимків Оксана Василівна           | 03.11.2010            | Освіта вища    | позапартійна                                                    | ДП "Морський торговельний порт «Южний», завідувач готельно-житловим комплексом   |
| Політична партія «Сильна Україна»                             |                                   |                       |                |                                                                 |                                                                                  |
| б/м                                                           | Зеленов Андрій Олександрович      | 03.11.2010            | Освіта вища    | член Політичної партії «Сильна Україна»                         | ВАТ «Одеський припортовий завод», інженер технічного контролю                    |
| Політична партія «Фронт Змін»                                 |                                   |                       |                |                                                                 |                                                                                  |
| б/м                                                           | Горін Олександр Васильович        | 03.11.2010            | Освіта середня | член Політичної партії «Фронт Змін»                             | приватний підприємець                                                            |
| б/м                                                           | Каменний Вячеслав Васильович      | 03.11.2010            | Освіта вища    | член Політичної партії «Фронт Змін»                             | приватний підприємець                                                            |

За результатами місцевих виборів 2015 року депутатами ради стали:
За суб'єктами висування
| Суб'єкт висування                                       | Кількість обраних депутатів | %     |
| Політична Партія «Опозиційний блок»                     | 7                           | 26.92 |
| Політична партія Всеукраїнське об'єднання «Батьківщина» | 5                           | 19.23 |
| ПАРТІЯ "БЛОК ПЕТРА ПОРОШЕНКА «СОЛІДАРНІСТЬ»             | 5                           | 19.23 |
| Аграрна партія України                                  | 3                           | 11.54 |
| Партія «ВІДРОДЖЕННЯ»                                    | 2                           | 7.69  |
| ПОЛІТИЧНА ПАРТІЯ «ПАРТІЯ ПРОСТИХ ЛЮДЕЙ СЕРГІЯ КАПЛІНА»  | 2                           | 7.69  |
| Політична партія «Наш край»                             | 2                           | 7.69  |

За округами
| № округу                                                | Прізвище, ім"я, по-батькові        | Дата визнання обраним | Освіта | Партійна приналежність                                                                                              | Відомості про обраного депутата                                                          | Голосів ЗА |
| Політична Партія «Опозиційний блок»                     |                                    |                       |        | |                                                                                          |            |
| Замість першого кандидата                               | Сташевський Володимир Валентинович | 22.12.2015            | Вища   | Партійний, Територіальна організація Політичної партії «Опозиційний блок» міста Южне                                | ДП МТП «Южний»                                                                           |            |
| 24                                                      | Литвинчук Еллада Дмитрівна         | 25.07.2019            | Вища   | Безпартійна | КП Южненська міська студія телебачення «МИГ», директор                                   | 68         |
| 2                                                       | Баранюк Андрій Борисович           | 30.10.2015            | Вища   | Партійний, територіальна організація Політичної партії «Опозиційний блок» міста Южне                                | ДП Морський торгівельний порт «Южний», Головний інженер автобази                         | 118        |
| 26                                                      | Степанець Володимир Юрійович       | 30.10.2015            | Вища   | Партійний, Територіальна організація Політичної партії «Опозиційний блок» міста Южне                                | Одеський філіал ДП «Адміністрація морських портів України», Докер-механізатор            | 113        |
| 16                                                      | Шестов Андрій Вікторович           | 30.10.2015            | Вища   | Партійний, Територіальна організація Політичної партії «Опозиційний блок» міста Южне                                | КП «Міський житлово-комунальний центр», Директор                                         | 201        |
| 13                                                      | Помогаєв Олександр Іванович        | 30.10.2015            | Вища   | Партійний, Територіальна організація Політичної партії «Опозиційний блок» міста Южне                                | Приватне підприємство «Кречет», Директор                                                 | 105        |
| 7                                                       | Гречкін Олександр Миколайович      | 30.10.2015            | Вища   | Партійний, Територіальна організація Політичної партії «Опозиційний блок» міста Южне                                | Пенсіонер                                                                                | 120        |
| Політична партія Всеукраїнське об'єднання «Батьківщина» |                                    |                       |        | |                                                                                          |            |
| Перший кандидат                                         | Назаренко Вадим Геннадійович       | 30.10.2015            | Вища   | Партійний, Южненська міська організація політичної партії "Всеукраїнське об'єднання «Батьківщина» Одеської області  | АТ «Одеський припортовий завод», начальник цеху                                          |            |
| 19                                                      | Дрібноход Володимир Якович         | 30.10.2015            | Вища   | Безпартійний | АТ «Одеський припортовий завод», Голова профкому                                         | 167        |
| 11                                                      | Розмеріца Віталій Анатолійович     | 30.10.2015            | Вища   | Партійний, Южненська міська організація політичної партії «Всеукраїнське об'єднання „Батьківщина“ Одеської області» | АТ «Одеський припортовий завод», Заступник голови профкому                               | 113        |
| 4                                                       | Смирнов Єгор Павлович              | 30.10.2015            | Вища   | Безпартійний | ДП Морський торгівельний порт "Южний, Докер-механізатор ВРР-2                            | 72         |
| 14                                                      | Чернишов Сергій Олександрович      | 30.10.2015            | Вища   | Партійний, Южненська міська організація політичної партії "Всеукраїнське об'єднання «Батьківщина» Одеської області  | Фізкультурно-спортивний клуб «Хімік», Голова ФСК «Хімік»                                 | 81         |
| ПАРТІЯ "БЛОК ПЕТРА ПОРОШЕНКА «СОЛІДАРНІСТЬ»             |                                    |                       |        | |                                                                                          |            |
| Замість першого кандидата                               | Гнєушева Наталя Валеріївна         | 23.05.2019            | Вища   | Партійна, Южненська міська організація Партії "Блок Петра Порошенка «Солідарність»                                  | Южненська міська рада, начальник управління економіки                                    | 55         |
| 5                                                       | Левицька Людмила Анатоліївна       | 30.10.2015            | Вища   | Партійна, Южненська міська організація Партії "Блок Петра Порошенка «Солідарність»                                  | КП «Міський Житлово-Комунальний Центр», Оброблювач інформаційного матеріалу              | 121        |
| 22                                                      | Назаренко Сергій Миколайович       | 30.10.2015            | Вища   | Партійний, Южненська міська організація Партії "Блок Петра Порошенка «Солідарність»                                 | ПАТ «Одеський Припортовий Завод», Заступник директора                                    | 119        |
| 21                                                      | Лиманський Роман Васильович        | 30.10.2015            | Вища   | Безпартійний | КЗ «Южненська міська лікарня», Головний лікар                                            | 60         |
| 10                                                      | Сорочинський Дмитро Миколайович    | 30.10.2015            | Вища   | Партійний, Южненська міська організація Партії "Блок Петра Порошенка «Солідарність»                                 | ПАТ «Одеський Припортовий Завод» Фізкультурно-Спортивний Комплекс «Олімп», Адміністратор | 83         |
| Аграрна партія України                                  |                                    |                       |        | |                                                                                          |            |
| Перший кандидат                                         | Бурлака Геннадій Васильович        | 30.10.2015            | Вища   | Партійний, Южненська міська партійна організація «Аграрна партія України»                                           | ТОВ «Нептун», Головний інженер                                                           |            |
| 14                                                      | Діденко Ігор Сергійович            | 30.10.2015            | Вища   | Партійний, Южненська міська партійна організація «Аграрна партія України»                                           | ТОВ МП «Нептун», Директор                                                                | 65         |
| 23                                                      | Чугунников Ігор Васильович         | 30.10.2015            | Вища   | Партійний, Южненська міська партійна організація «Аграрна партія України»                                           | Южненська міська рада, секретар                                                          | 101        |
| Партія «ВІДРОДЖЕННЯ»                                    |                                    |                       |        | |                                                                                          |            |
| Замість першого кандидата                               | Журавель Олександр Михайлович      | 19.07.2018            | Вища   | Партійний, Южненська міська організація Партії «Відродження»                                                        | Заступник директора КП «Екосервіс»                                                       | 48         |
| 22                                                      | Тростян Олег Іванович              | 30.10.2015            | Вища   | Безпартійний | КП «Южненський комунальний ринок», Директор                                              | 109        |
| Політична партія «Наш край»                             |                                    |                       |        | |                                                                                          |            |
| Перший кандидат                                         | Сандюк Вікторія Володимирівна      | 30.10.2015            | Вища   | Безпартійна | Тимчасово не працює                                                                      |            |
| 7                                                       | Малюта Денис Олександрович         | 30.10.2015            | Вища   | Партійний, Южненська міська партійна організація політичної партії «Наш край»                                       | ТОВ «АДИКТ», Директор                                                                    | 40         |
| ПОЛІТИЧНА ПАРТІЯ «ПАРТІЯ ПРОСТИХ ЛЮДЕЙ СЕРГІЯ КАПЛІНА»  |                                    |                       |        | |                                                                                          |            |
| Перший кандидат                                         | Муравський Микола Миколайович      | 30.10.2015            | Вища   | Партійний, Южненська міська партійна організація «Партія простих людей Сергія Капліна»                              | АТ «ОПЗ», Контролер                                                                      |            |
| 26                                                      | Сергєєва Тетяна Ярославівна        | 30.10.2015            | Вища   | Безпартійна | ДП МТП «Южний», Старший диспетчер                                                        | 45         |

За результатами місцевих виборів 2020 року депутатами ради стали:
За суб'єктами висування
| Суб'єкт висування                                       | Кількість обраних депутатів | Відсоток від загального складу ради |
| ПОЛІТИЧНА ПАРТІЯ «ОПОЗИЦІЙНА ПЛАТФОРМА — ЗА ЖИТТЯ»      | 6                           | 23.08                               |
| ПОЛІТИЧНА ПАРТІЯ «СЛУГА НАРОДУ»                         | 5                           | 19.23                               |
| ПОЛІТИЧНА ПАРТІЯ «ЄВРОПЕЙСЬКА СОЛІДАРНІСТЬ»             | 3                           | 11.54                               |
| ПОЛІТИЧНА ПАРТІЯ «НАШІ»                                 | 3                           | 11.54                               |
| Політична партія «ДОВІРЯЙ ДІЛАМ»                        | 3                           | 11.54                               |
| політична партія Всеукраїнське об'єднання «Батьківщина» | 3                           | 11.54                               |
| Політична партія «Сила Людей»                           | 3                           | 11.54                               |

За округами
| № ТВО, за яким закріплено                          | Прізвище, власне ім'я по батькові | Дата визнання обраним | Освіта | Партійна приналежність                                  | Відомості про обраного депутата | Голосів ЗА      |  |
| ПОЛІТИЧНА ПАРТІЯ «ОПОЗИЦІЙНА ПЛАТФОРМА — ЗА ЖИТТЯ» |                                   |                       |        |                                                         | |                 |  |
| перший кандидат                                    | Гречкін Олександр Миколайович     | 13.11.2020            | вища   | Член ПП «ОПОЗИЦІЙНА ПЛАТФОРМА — ЗА ЖИТТЯ»               | Пенсіонер | перший кандидат |  |
| 1                                                  | Дінул Світлана Василівна          | 13.11.2020            | вища   | Член Політичної партії "ОПОЗИЦІЙНА ПЛАТФОРМА — ЗА ЖИТТЯ | ДП "Морський торговельний порт «Южний», Майстер Ремонтного Будівельного Управління                                                                          | 30              |  |
| 1                                                  | Сівак Володимир Михайлович        | 13.11.2020            | вища   | ПП «Опозиційна платформа — За життя»                    | Національний університет «Одеська юридична академія», аспірант кафедри загальнотеоретичної юриспруденції                                                    | 46              |  |
| 1                                                  | Яблунівський Вадим Миколайович    | 13.11.2020            | вища   | ПП «Опозиційна платформа — За життя»                    | ДП "Морський торговельний порт «Южний», старший диспетчер (змінний)                                                                                         | 142             |  |
| 3                                                  | Тростян Олег Іванович             | 13.11.2020            | вища   | ПП «Опозиційна платформа — За життя»                    | Фізична особа-підприємець | 166             |  |
| 4                                                  | Козак Сергій Романович            | 13.11.2020            | вища   | ПП «Опозиційна платформа — За життя»                    | АТ «ОПЗ», енергетик цеху | 146             |  |
| ПОЛІТИЧНА ПАРТІЯ «СЛУГА НАРОДУ»                    |                                   |                       |        |                                                         | |                 |  |
| перший кандидат                                    | Чугунников Ігор Васильович        | 13.11.2020            | вища   | безпартійний                                            | Директор КП «ЮТКЕ» | перший кандидат |  |
| 1                                                  | Ануфрієв Олександр Михайлович     | 13.11.2020            | вища   | безпартійний                                            | ОСББ «БУДІВЕЛЬНИКІВ, 9», Голова правління | 233             |  |
| 2                                                  | Вишня Світлана Олександрівна      | 13.11.2020            | вища   | безпартійна                                             | Авторська школа М. П. Гузика, вчитель | 10              |  |
| 2                                                  | Кутателадзе Віталій Олегович      | 13.11.2020            | вища   | безпартійний                                            | ТОВ «ТІС-Вугілля», керівник | 121             |  |
| 4                                                  | Діденко Олександр Сергійович      | 13.11.2020            | вища   | безпартійний                                            | ФОП Діденко О. С. | 38              |  |
| ПОЛІТИЧНА ПАРТІЯ «Європейська Солідарність»        |                                   |                       |        |                                                         | |                 |  |
| перший кандидат                                    | Воротнікова Оксана Анатоліївна    | 13.11.2020            | вища   | ПП «Європейська Солідарність»                           | Секретар Южненської міської ради Одеського району Одеської області                                                                                          | перший кандидат |  |
| 1                                                  | Пелипенко Марина Віталіївна       | 13.11.2020            | вища   | ПП «Європейська Солідарність»                           | Фізична особа-підприємець «Кулик О. О.», адміністратор | 81              |  |
| 2                                                  | Кушнір Максим Олегович            | 13.11.2020            | вища   | безпартійний                                            | Товариство з обмеженою відповідальністю «ІМБ», керівник | 37              |  |
| ПОЛІТИЧНА ПАРТІЯ «НАШІ»                            |                                   |                       |        |                                                         | |                 |  |
| перший кандидат                                    | Дешко Валентина Олегівна          | 13.11.2020            | вища   | ПП «НАШІ»                                               | Центр професійного розвитку педагогічних працівників Южненської міської ради, директор                                                                      | перший кандидат |  |
| 2                                                  | Горівенко Андрій Валерійович      | 13.11.2020            | вища   | ПП «НАШІ»                                               | КП «Біляркомунгосп», директор | 193             |  |
| 3                                                  | Щамбура Денис Володимирович       | 13.11.2020            | вища   | ПП «НАШІ»                                               | Тимчасово не працює | 6               |  |
| ПОЛІТИЧНА ПАРТІЯ "ДОВІРЯЙ ДІЛАМ"                   |                                   |                       |        |                                                         | |                 |  |
| Замість першого кандидата                          | Сергєєва Тетяна Ярославівна       | 24.12.2020            | вища   | безпартійна                                             | Морський торговельний порт «Южний», начальник сектору інформаційного забезпечення відділу маркетингу та реклами                                             | 90              |  |
| 2                                                  | Потушанський Сергій Олексійович   | 13.11.2020            | вища   | безпартійний                                            | ТОВ НВП ТЕНЕТ, начальник відділення | 21              |  |
| 3                                                  | Назаренко Сергій Миколайович      | 13.11.2020            | вища   | безпартійний                                            | АТ «ОПЗ», заступник директора | 43              |  |
| ПОЛІТИЧНА ПАРТІЯ ВО «Батьківщина»                  |                                   |                       |        |                                                         | |                 |  |
| перший кандидат                                    | Назаренко Вадим Геннадійович      | 13.11.2020            | вища   | ПП ВО «Батьківщина»                                     | АТ «Одеський припортовий завод», начальник цеху | перший кандидат |  |
| 2                                                  | Смирнов Єгор Павлович             | 13.11.2020            | вища   | ПП ВО «Батьківщина»                                     | Морський торговельний порт «Южний», голова цехового комітету профспілки ВРР-2                                                                               | 34              |  |
| 4                                                  | Розмеріца Віталій Анатолійович    | 13.11.2020            | вища   | ПП ВО «Батьківщина»                                     | АТ «Одеський припортовий завод», заступник голови профкому                                                                                                  | 119             |  |
| ПОЛІТИЧНА ПАРТІЯ «Сила Людей»                      |                                   |                       |        |                                                         | |                 |  |
| перший кандидат                                    | Полякова Інна Петрівна            | 17.11.2020            | вища   | ПП «Сила Людей»                                         | Тимчасово не працює | перший кандидат |  |
| 1                                                  | Студнікова Анна Яківна            | 17.11.2020            | вища   | ПП «Сила Людей»                                         | КЗ «Южненська загальноосвітня школа I-III ступеня № 1 Южненської міської ради Одеської області», керівник гуртка                                            | 33              |  |
| 2                                                  | Юрченко Ілля Вікторович           | 17.11.2020            | вища   | Безпартійний                                            | АТ «Одеський припортовий завод», Апаратник виробництва сечовини Асоціація об'єднань співвласників багатоквартирних будинків «Примор'я», Менеджер-управитель | 73              |  |